# 尋陽公主 (劉宋)
尋陽公主（?—?），南北朝劉宋公主，是宋文帝劉義隆之女。
寻阳公主下嫁郗烨，郗烨官至太子舍人，早卒。南齐取代劉宋，寻阳公主降封为松滋縣君。寻阳公主刚刚怀孕，梦当生贵子。等到女兒郗徽出生后，有紅光照在室内，器物尽明，家人皆怪。巫師说此女光采异常，将有所妨，在水邊為她祓除。郗徽嫁給蕭衍，蕭衍建立南梁，诏赠郗烨金紫光禄大夫。子郗泛為临川王记室参军。